# لويس ماكسيميانو
لويس ماكسيميانو (مواليد 5 يناير 1999) هو لاعب كرة قدم برتغالي يلعب في مركز حارس المرمى في نادي لاتسيو.

## روابط خارجية
- لويس ماكسيميانو على موقع الاتحاد الأوربي (الإنجليزية)
- لويس ماكسيميانو على موقع قاعدة بيانات كرة القدم.إي يو (الإنجليزية)
- لويس ماكسيميانو على موقع Soccerway.com (الإنجليزية)